# Armadillo pseudomayeti
Armadillo pseudomayeti är en kräftdjursart som beskrevs av Mattern 1999. Armadillo pseudomayeti ingår i släktet Armadillo och familjen Armadillidae. Inga underarter finns listade i Catalogue of Life.